# 덕풍초등학교
덕풍초등학교는 대한민국 경기도 하남시에 있는 공립 초등학교이다.

## 학교 연혁
- 1992. 09. 01 덕풍초등학교 초대 한갑수 교장 취임
- 2012. 03. 01 제7대 진규용 교장 부임
- 2014. 03. 03 26학급 편성(특수학급 2학급 포함)
- 2016. 03. 01 제8대  기연요 교장 부임
- 2016. 03. 01 23학급 편성(특수학급 1학급 포함), 유치원 2학급
- 2019. 09. 01 제9대  조성미 교장 부임
- 2020. 03. 01 21학급 편성(특수학급 1학급 포함), 유치원 2학급
- 2022. 09. 01 개교 30주년

## 참고 자료
- 덕풍초등학교 - 한국교육학술정보원 학교알리미